# Siren (라이즈의 노래)
"Siren"은 대한민국의 보이 밴드 라이즈가 녹음한 곡이다. 2023년 8월 6일에 짧은 버전으로 처음 발매되었고, 2024년 4월 3일에 그룹의 EP "RIIZING"의 세 번째 싱글이자 두 번째 트랙으로 전체 버전이 발매되었다. SM 엔터테인먼트가 발매하고 카카오엔터테인먼트와 RCA 레코드가 유통했다. 발매 당시 활동 중단 중이었던 멤버 승한의 참여 없이 재녹음되었으며, 승한은 2024년 10월에 그룹을 탈퇴했다.

## 배경 및 발매
2023년 5월, SM 엔터테인먼트는 2023년 하반기에 새로운 보이 그룹을 데뷔시킬 것이라고 확인했으며, 이 그룹은 나중에 라이즈가 되었다. 8월 7일, SM은 그룹의 데뷔 세부 사항을 공식 발표하고, 그룹이 "Siren"의 단축 버전을 공연하는 영상을 공식 유튜브 채널에 공유했다. 이 곡은 그룹의 데뷔 싱글 음반 Get a Guitar에 포함되지 않았으며, 곡의 공식 발매를 요구하는 팬들의 잦은 요청에도 불구하고 당시에는 어떤 디지털 다운로드 또는 스트리밍 플랫폼에도 발매되지 않았다.
2024년 3월 5일, SM은 라이즈가 5월에 Riizing Day 투어를 시작할 것이며, 그룹이 2024년 2분기에 새로운 싱글과 EP를 발매할 것이라고 발표했다. 4월 3일, RIIZING EP가 공식 발표되었으며, SM은 같은 날 정오에 "Siren"의 전체 버전을 발매할 것이라고 밝혔다. 이 곡은 나중에 EP의 두 번째 트랙으로 포함되었다.

## 구성
"Siren"은 벤자민 55, 영 찬스, 시도가 작사 및 작곡했으며, 벤자민 55가 편곡도 담당했다. 이 곡의 한국어 가사는 방혜현이 작사했다. 원래 발매된 버전은 1분 17초이며, 전체 버전은 2분 27초이다. 이 곡은 올림다장조로 작곡되었으며, 템포는 분당 105비트이다.
이 트랙은 붐뱁 스타일의 드럼과 강렬한 베이스 리프가 특징인 90년대 스타일의 힙합 곡으로 평가받았다. 이 곡에는 브릿지 부분에 스크래칭 섹션도 포함되어 있다. 가사적으로 그룹은 "새로운 세대와 함께 돌아왔다"고 선언하며, 라이즈가 속한 당시 부상하는 K-pop 아이돌 그룹 5세대에 대한 언급을 한다.

## 평가
"Siren"은 그룹에 대한 대담한 소개라고 느끼는 비평가들로부터 따뜻한 반응을 받았다. 클래시의 이사벨라 완더뮤렘은 이 곡을 "전기처럼 짜릿하다"고 불렀고, 트랙이 "추진력과 카리스마"를 가지고 전달되었다고 느꼈다. 더 허니 팝의 작가 조애너 로즈는 이 곡의 "매력이 부인할 수 없으며", "라이즈의 독특한 음악 스타일을 증명하는 것"이라고 평가했다.
이 곡 안무의 난이도 또한 비평가들에게 주목받았는데, NYLON은 2023년 최고의 곡 목록에서 이 곡에 "가장 틱톡 불가능한 안무"를 수여하며, 그룹이 "명백히 뛰어난 춤 실력과 민첩하고 젊은 무릎 관절을 가진 멤버들로 구성되어 있다"고 밝혔다.
2024년 전체 곡이 발매되자, 당시 그룹 활동 중단 중이었던 멤버 승한이 제외된 것에 대해 팬들의 비판을 받았다. 승한은 2023년 원곡 발매 시 노래를 불렀지만, 그의 보컬은 확장된 버전에서 제거되고 다른 멤버들이 더빙했다.

## 퍼포먼스 비디오
"Siren"의 원래 단축 버전에 대한 퍼포먼스 비디오는 2023년 8월 6일에 노래와 동시에 공개되었다. 이 비디오는 지누야 메이크스(Jinooya Makes)가 감독했는데, 이들은 2023년 7월 로스앤젤레스에서 5일 동안 "Siren"과 연속으로 촬영된 밴드의 "Get a Guitar" 및 "Memories" 뮤직 비디오도 감독했다. 이 비디오에서 그룹은 로스앤젤레스 다운타운에 있는 1930년대 영화 궁전인 로스앤젤레스 극장 로비에서 노래 안무를 선보인다.

## 크레딧 및 참여 인원
크레딧은 RIIZING 라이너 노트를 참고했다.
스튜디오
- SM Yellow Tail 스튜디오 - 녹음, 디지털 편집
- SM Aube 스튜디오 - 녹음
- SM Wavelet 스튜디오 - 디지털 편집
- 77F 스튜디오 - 디지털 편집
- SM Blue Cup 스튜디오 - 믹싱
- Sterling Sound – 마스터링

참여 인원
- SM 엔터테인먼트 – 이그제큐티브 프로듀서
- 장철혁 – 총괄 감독
- 라이즈 – 보컬
- 벤자민 55 - 작사, 작곡, 편곡, 백 보컬
- 영 찬스 - 작사, 작곡, 보컬 디렉팅, 백 보컬
- 시도 - 작사, 작곡, 백 보컬
- 방혜현 - 한국어 작사
- 에메스 - 스크래칭
- 노민지 - 녹음, 디지털 편집
- 강은지 - 녹음, 디지털 편집
- 우민정 - 디지털 편집
- 정의석 - 믹싱
- 크리스 게링어 – 마스터링

## 차트
| 차트 (2024)                      | 최고 순위 |
| -------------------------------- | --------- |
| 재팬 다운로드 송즈 (빌보드 재팬) | 44        |
| 대한민국 (써클)                  | 21        |

| 차트 (2024)     | 순위 |
| --------------- | ---- |
| 대한민국 (써클) | 26   |

| 차트 (2024)     | 순위 |
| --------------- | ---- |
| 대한민국 (써클) | 119  |

## 발매 기록
| 지역   | 날짜           | 포맷                     | 레이블    |
| ------ | -------------- | ------------------------ | --------- |
| 전세계 | 2024년 4월 3일 | 디지털 다운로드 스트리밍 | SM 카카오 |